# Flatey (Skjálfandi)
Flatey (isländisch für „flache Insel“) ist eine isländische Insel in der Bucht Skjálfandi. Sie liegt etwa 27 km nordwestlich von Húsavík entfernt. Mit einer Länge von 2,5 km und einer Breite von 1,7 km ist sie die fünftgrößte Insel Islands. Trotzdem befindet sich der höchste Punkt der Insel nur 20 m über dem Meeresspiegel, was ihr den Namen flache Insel einbrachte. 
Die ersten Siedler ließen sich auf Flatey schon kurz nach der ersten Besiedelung Islands nieder, aber die Anzahl der dauerhaft Angesiedelten war meist sehr gering. Der Höhepunkt wurde im Jahr 1942 erreicht, als 120 Menschen hier lebten. Durch das Wachstum anderer Ortschaften in der Nähe wanderten viele Bürger in diese attraktiveren Lebensräume ab, bis im Jahr 1967 alle Bewohner die Insel verlassen hatten. Heute ist die Insel nur mehr im Sommer bewohnt, wenn viele Touristen die Insel besuchen und eine respektable Einnahmequelle darstellen.
Die Bucht Skjálfandi eignet sich hervorragend zum Fischfang, besonders Kabeljau und Seehasen werden hier gefischt und stellen die Haupteinnahmequelle dar. Daneben eignet sich Flatey auch für isländische Verhältnisse überdurchschnittlich gut zum Ackerbau. Die Einwohner der Insel können unabhängig von der Hauptinsel Ísland fast alle Produkte des täglichen Bedarfs herstellen; so besitzt praktisch jeder Haushalt eine Milchkuh sowie einige Schafe und Hühner.
Auf der Insel gibt es nur wenige Gebäude. Die wichtigsten sind das 1929 errichtete Schulhaus, eine alte Kirche, die bereits 1884 geschlossen wurde, die im Jahr 1960 neu errichtete Kirche, ein Radiotelegraph aus dem Jahr 1931 und ein im Jahr 1913 errichteter und 1963 erneuerter Leuchtturm.
Eine für Touristen interessante Attraktion ist die Artenvielfalt der auf der Insel lebenden Vögel. Dreißig der 37 in Island heimischen Arten können auf der Insel beim Brüten beobachtet werden, unter ihnen etwa Papageitaucher, Seeschwalben, Regenbrachvogel oder Regenpfeifer.